# Darío Flores
Darío Antonio Flores Bistolfi (Montevideo, 6 febbraio 1984) è un ex calciatore uruguaiano, di ruolo difensore.

## Biografia
Ha un fratello minore, Robert, anche lui calciatore.

## Carriera
Muove i primi passi della sua carriera agonistica nei club della sua città, Montevideo. Cresciuto nelle giovanili del River Plate con cui debutta da professionista nel 2002, dopo tre anni passa al Peñarol. Dopo una sola stagione coi gialloneri, nel gennaio 2007 si accasa ai Montevideo Wanderers, dove rimane un anno prima di far ritorno al River Plate.
Nel gennaio 2009 varca l'Atlantico e si accorda coi rumeni del CFR Cluj, dove ha modo di vincere la Coppa di Romania. Nella stagione 2010-2011 ritorna in prestito in Uruguay, militando stavolta nel Racing Montevideo, mentre l'annata successiva la trascorre in Cile, vestendo la maglia del Palestino. Nel 2012 torna ancora in patria, dividendo l'anno tra il Rampla Juniors e il Cerro Largo, giocando poi il torneo seguente coi colori della Juventud.
Nell'estate 2014 arriva in Italia, acquistato dal Perugia, collezionando con gli umbri qualche scampolo di presenza nel campionato di Serie B prima di venir ceduto, nel gennaio 2015, al Matera, militante in Lega Pro.

## Palmarès

### Club

#### Competizioni nazionali
- Coppa di Romania: 1

CFR Cluj: 2008-2009